# Nøddebo Præstegaard (film fra 1911)
 For alternative betydninger, se Nøddebo Præstegård (flertydig). (Se også artikler, som begynder med Nøddebo Præstegård)
Nøddebo Præstegaard er en dansk stumfilm fra 1911, instrueret af Frederik Schack-Jensen. Manuskriptet efter romanen Ved Nytaarstid i Nøddebo Præstegaard af Henrik Scharling. Den findes ligeledes i en udgave fra 1934 og 1974.

## Medvirkende
- Albert Price – Hans Blicher, præst i Nøddebo
- Sofie Causse – Marie Blicher, præstens kone
- Clara Wieth – Andrea Margrethe, præstens datter
- Vera Brechling – Emmy, præstens datter
- Frederik Schack Jensen – Nicolaj Knabstrup, stud.med.
- Nicolai Brechling – Frederik Knabstrup, stud.jur.
- Louis Paludan – Christoffer Knabstrup, stud.theol.
- Alfred Cohn – Niels, karl i præstegården
- Hedvig Vohlert – Sidse, pige i præstegården